# Oweniidae
Oweniidae Rioja, 1917 è una famiglia di anellidi policheti.

## Generi
- Galathowenia Kirkegaard, 1959
- Myriochele Malmgren, 1867
- Myriowenia Hartman, 1960
- Owenia Delle Chiaje, 1844